# Snežnica
Snežnica (maďarsky Havas, do roku 1907 Sznazsnica) je obec na Slovensku v okrese Kysucké Nové Mesto. Žije v ní přibližně 1 100 obyvatel.

## Historie
První písemná zmínka o vesnici pochází z roku 1426.

## Přírodní poměry
Do katastrálního území vesnice zasahuje přírodní rezervace Brodnianka.

## Sport
V Snežnici má dlouholetou tradici sport. Od roku 1953 fungují sportovci v obci organizovaně. V současnosti v obci působí dva kluby. K Obecnímu sportovnímu klubu přibyl počátkem roku 2011 Mládežnický sportovní klub Snežnica, jehož hlavní náplní je mládežnický fotbal, dále se klub věnuje i futsalu a stolnímu tenisu.